# Cieneguillas (Hidalgo)
Cieneguillas es una localidad de México perteneciente al municipio de Atotonilco el Grande en el estado de Hidalgo.

## Geografía
Se encuentra en la región de la Sierra Baja, a la localidad le corresponden las coordenadas geográficas 20° 18’ 14.29” de latitud norte y 98° 38’ 34.622” de longitud oeste, con una altitud de 2040 m s. n. m. Se encuentra a una distancia aproximada de 4.11 kilómetros al noreste de la cabecera municipal, Atotonilco el Grande.
En cuanto a fisiografía se encuentra dentro de las provincia del Eje Neovolcánico, dentro de la subprovincia de Llanuras y Sierras de Querétaro e Hidalgo; su terreno es de llanura y Sierra. En lo que respecta a la hidrografía se encuentra posicionado en la región Panuco, dentro de la cuenca del río Moctezuma, en la subcuenca del río Metztitlán. Cuenta con un clima templado subhúmedo con lluvias en verano, de humedad media.

## Demografía
En 2020 registró una población de 829 personas, lo que corresponde al 2.75 % de la población municipal. De los cuales 398 son hombres y 431 son mujeres. Tiene 218 viviendas particulares habitadas.
| Gráfica de evolución demográfica de Cieneguillas entre 1970 y 2020                           |
|                                                                                              |
| Población de los censos y conteos del Instituto Nacional de Estadística y Geografía (INEGI). |

## Economía
La localidad tiene un grado de marginación alto y un grado de rezago social medio.